# Чёрная серия (фильм)
«Чёрная се́рия» — сборник фильмов, снятых во второй половине 1950-х молодыми польскими документалистами — детьми «оттепели 56-го» — выпускниками московского ВГИКа и национальной киношколы в Лодзи, вдохновлёнными итальянским неореализмом. Короткие документальные репортажи, ставшие манифестом нового польского кино, освещали всевозможные социальные проблемы социалистической Польши — от жилищного строительства и безработицы до алкоголизма, проституции и подростковой преступности; и были посвящены самым разным темам — от партийных съездов до зарисовок жизни курортного Сопота, от будней детского туберкулёзного санатория до репетиций студенческого театра и джазовых импровизаций.